# جون بي. باوتشر
جون بي. باوتشر هو سياسي كندي، ولد في 27 يونيو 1938 في كندا، وتوفي في 3 فبراير 2010 في سانت لوييس في كندا.